# Sekwencja malformacyjna
Sekwencja malformacyjna – w teratologii, kaskada nieprawidłowości anatomicznych wynikająca z pojedynczego defektu rozwojowego. Przykładowo, w sekwencji Pierre'a Robina pierwotnym zaburzeniem jest zbyt mała żuchwa (mikrognacja), powodująca nacisk języka na blaszki podniebienia i ich nieprawidłowe połączenie. W sekwencji Potter pierwotnym zaburzeniem jest agenezja nerek, skutkująca małowodziem i licznymi mechanicznymi uszkodzeniami płodu.